# 八面山 (徳島県)
八面山（やつらさん）は、徳島県美馬市と美馬郡つるぎ町との境界に位置する山である。標高1,312.3m。四国百名山選定。

## 地理
旧美馬郡穴吹町（現美馬市）と一宇村（現つるぎ町）の境界に位置。八方に面しているという山名の由来そのままに山頂からの展望に優れ、特徴ある山容を示し、剣山地をはじめ、矢筈山、遠く雲早山などの連峰も一望できる。
また山頂から南西に少し下ったところに、大己貴命を祀った八面神社と堂宇（無人）があり、ここから頂上へ急登する途中の崖には雨乞いの神を祀った祠がある。旧暦7月28日の祭礼には今でも村人が登山する。
伝承によると、平安時代初期、橘氏に追われた藤原氏の一族四十数人が九藤中に住み着き、祀ったという。九藤中も藤原氏に由来し、氏子の性にも藤原・上藤・下藤・奥藤に集中している。麓にも藤原神社がある。また頂上付近にはモミの原生林も見られる。

## ギャラリー

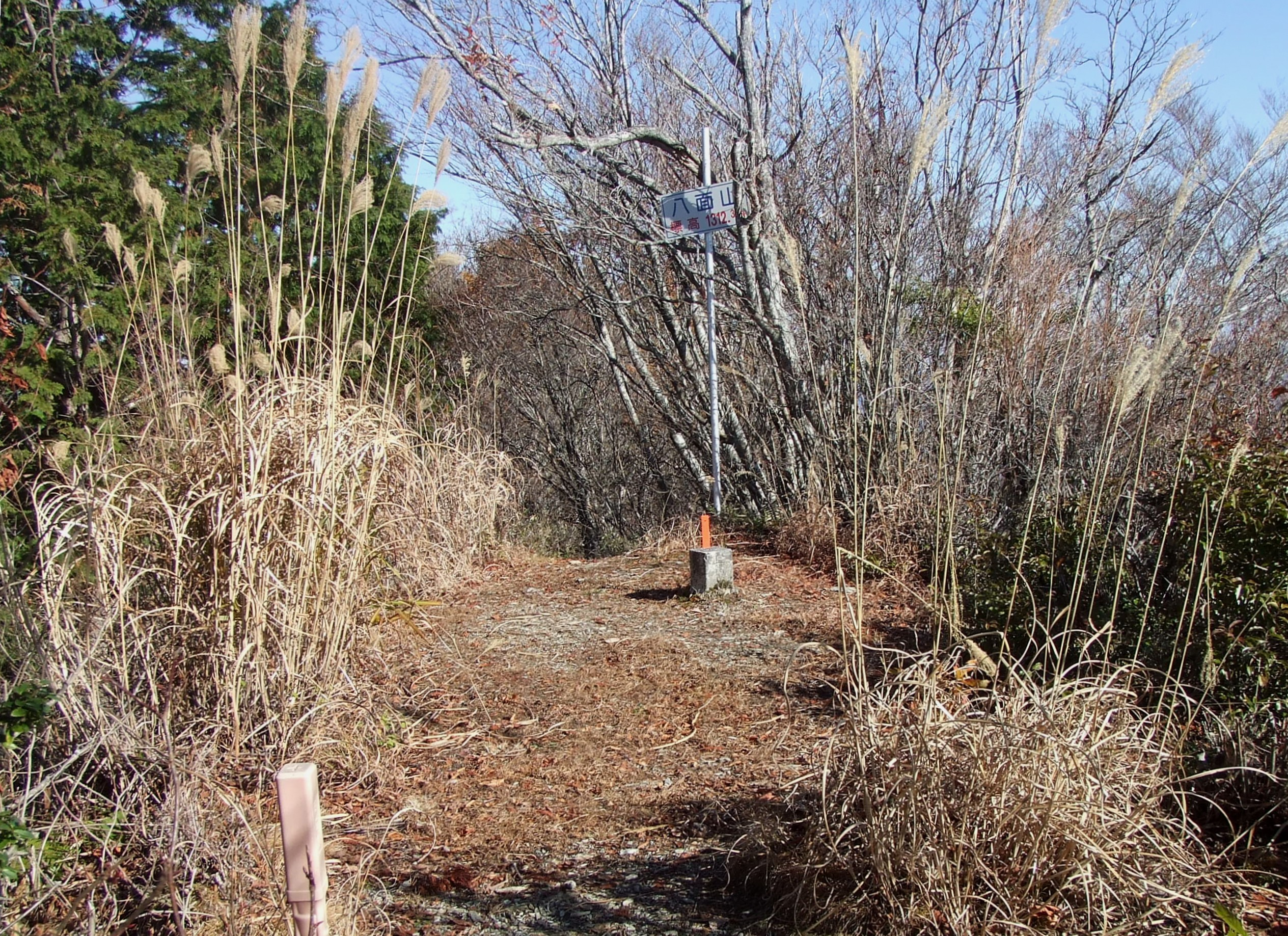
頂上